# Barsten

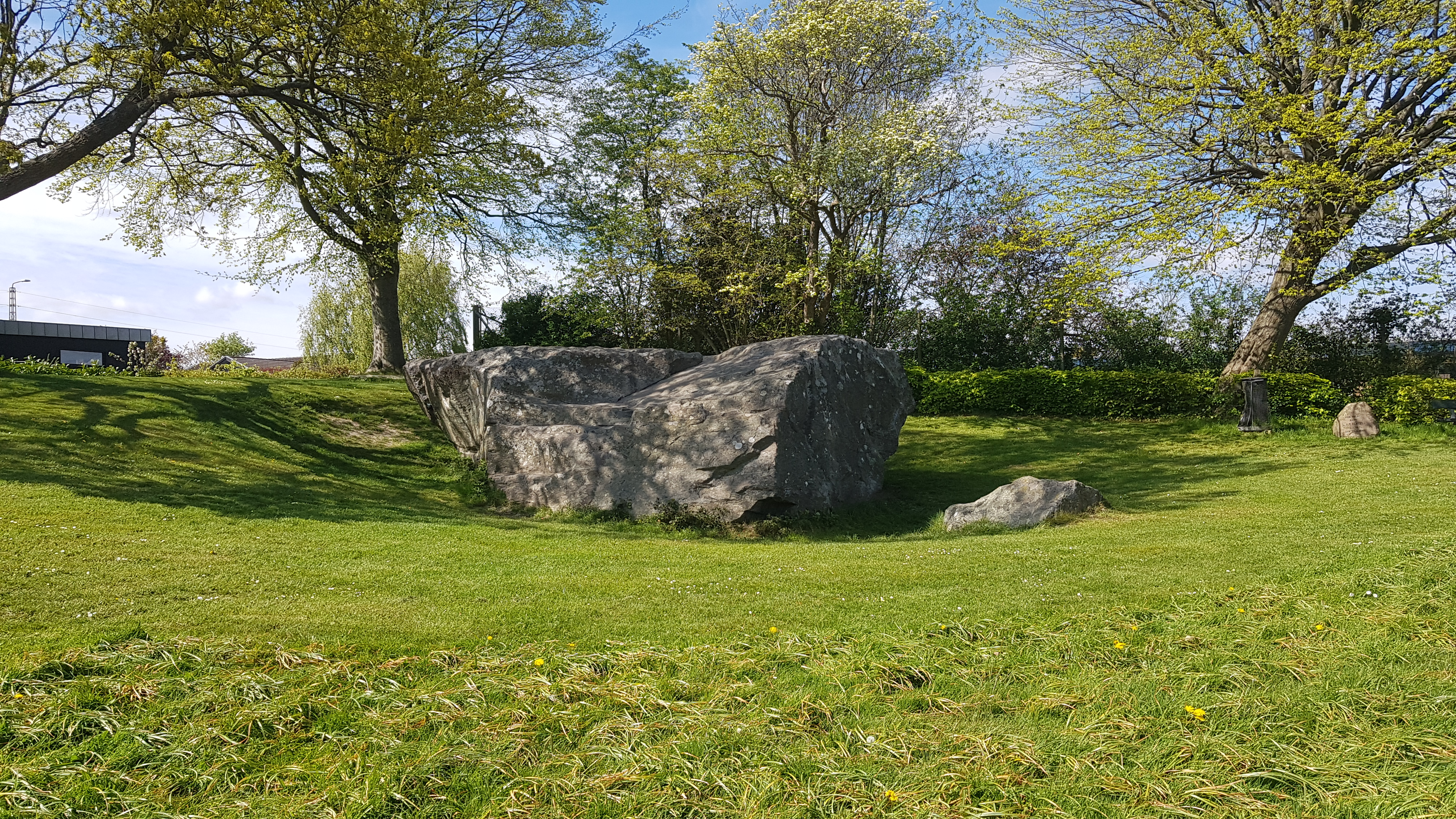
Barsten

Der Barsten (oder Dybbølsten – deutsch „Düppelstein“) ist ein stark mit Flechten überzogener Findling (dänisch Vandreblokk), so dass es schwerfällt, das Gefüge aus sowohl grob- als auch feinkörnigen Partien von Magmatit zu erkennen. Der größte Teil scheint feinkörnig und rötlich (Aplit) zu sein. Die feinkörnigen Partien wirken parallel geklüftet. 
Er liegt in der Straße Dybbølsten in Sønderborg  östlich der „Dybbøl Banker“ auf der Halbinsel Sundeved (dt. Sundewitt) in Nordschleswig im südlichen Jütland in Dänemark. Der Stein ist nach dem Dammestenen Dänemarks zweitgrößter Findling. Er hat einen Umfang von rund 26 m und wiegt etwa 130 t. Ursprünglich war er noch größer, es wurden jedoch mehrmals Stücke abgesprengt.